# Рабат I
Рабат I (*араб. رباط الأول; д/н — 1644) — 12-й макк (султан) Сеннару в 1616—1644 роках.

## Життєпис
Походив з династії Фунджі. Син макка Баді I. 1616 року успадкував владу. На початку свого правління він затримав коптського єпископа Абву Єсхака, який рухався через Сеннар до Ефіопії. 
Продовжив війну із Ефіопією. Особисто очолив кампанію на ворожі землі, де 1619 року завдав поразки ефіопському військовику Мухаммада Саїду. У відповідь 1620 року негус Сусеньйос I атакував Сеннар, завдавши Рабату I поразки. Невдовзі за цим між державами було укладено мирну угоду.
Намагався схилити до переходу в іслам Зага Кріста, що втік з Ефіопії. Це спричинило його повстання та втечу до Єгипту.
В подальші роки Рабат I приділяв пильну вагу зміцненню влади над нубійцями та кочівниками. Також заклав будівництво великої мечеті в своїй столиці. Помер Рабат I 1644 року. Йому спадкував син Баді II.